# Majomevő sas
A majomevő sas (Pithecophaga jefferyi) a madarak osztályának vágómadár-alakúak (Accipitriformes) rendjébe, ezen belül a vágómadárfélék (Accipitridae) családjába tartozó Pithecophaga nem egyetlen faja. A Fülöp-szigetek nemzeti madara. 2021 óta a fülöp-szigeteki peso legnagyobb címletű bankjegyén a majomevő sas szerepel fő motívumként.

## Rendszerezése
A fajt William Robert Ogilvie-Grant skót ornitológus írta le 1896-ban.
A majomevő sast a klasszikus rendszerezés az ölyvformák alcsaládjába sorolta, amely azonban korábbi formájában nem volt fenntartható, mivel a közelmúltban lezajlott DNS-vizsgálatok bebizonyították, hogy súlyosan polifiletikus és parafiletikus csoport, így sok nemet és fajt leválasztottak belőle.
A fajt korábban a hárpia (Harpia harpia) legközelebbi rokonfajának vélték, mivel ökológiai helyük azonos és morfológiailag is hasonlóak egymáshoz. A genetikai vizsgálatok szerint a faj inkább a kígyászölyvformákkal áll közelebbi rokonságban, így átsorolták oda.

## Előfordulása
A Fülöp-szigetekhez tartozó, Luzon, Samar, Leyte és Mindanao szigetein honos. Természetes élőhelyei a szubtrópusi és trópusi síkvidéki esőerdők és hegyi esőerdők. Állandó, nem vonuló faj.

## Megjelenése
Testhossza 102 centiméter, szárnyfesztávolsága 200-250 centiméter, testtömege 6500-8000 gramm közötti. A tojó 10-20%-kal nagyobb, mint a hím. Roppant erős csőre és karma. Feje és hasi részei piszkosfehérek, nyaka és szárnyai sötétbarnák.
|  |

## Életmódja
Nagy testéhez képest nagyon jól repül és navigál az erdő sűrű fái között, amit segít lekerekített szárnya és hosszú farka a repülés közbeni irányváltás érdekében. Nevével ellentétben ritkán vadászik majmokra, elsősorban repülőmakikat és pálmasodrókat kap el. Ezeken kívül kisebb testű szarvasokat, nagyobb madarakat (elsősorban szarvascsőrű madarakat, valamint kígyókat és varánuszokat is elkap. Vadászhat leshelyéről ülve vagy repülés közben is.

Fülöp-szigeteki 1000 pesós polimer bankjegy a majomevő sas ábrázolásával.

## Szaporodása
Fészkét magas fákon rakja, ahonnan jó kilátás kínálkozik a vidékre. Fészke körülbelül 25-30 méter magasan helyezkedik el.
Kétévente rak egyetlen tojást, tehát nagyon kicsi a szaporulata, de ehhez hosszabb, 30-60 éves élettartam társul. A fiókákat körülbelül másfél évig gondozzák szüleik.

## Természetvédelmi helyzete
Az elterjedési területe még nagy, de az erdőirtások miatt gyorsan csökken, egyedszáma 180-500 példány közötti és szintén csökken. A Természetvédelmi Világszövetség Vörös listáján súlyosan veszélyeztetett fajként szerepel.
Az alacsony szaporulat és az esőerdők pusztítása veszélyezteti a faj fennmaradását. Jelenlegi egyedszáma 200 és 400 példány közé tehető. Szerepel a Természetvédelmi Világszövetség Vörös Listáján, mint kihalófélben lévő faj. Az utóbbi években több területet is védetté nyilvánítottak; a 70 négyzetkilométeres Cabuaya erdőséget kifejezetten a majomevő sas számára. A Mindanao szigetén működő majomevő sas védelmére 1992-ben létrehozott alapítvány célja, hogy népszerűsítsék és felvilágosítsák az embereket, így elejét véve a sas vadászatának.
Ma legnagyobb állományai Luzon szigetén a Sierra Madre hegyvidék egyelőre még érintetlen esőerdeiben vannak.